# Dó Bà Nà
Dó Bà Nà (danh pháp khoa học: Aquilaria banaensae) là một loài thực vật thuộc họ Trầm. Đây là một loài thực vật đặc hữu của Việt Nam.

## Đặc điểm sinh học
- Thân cây: Cây gỗ lùn, cao từ 2 – 3 m
- Cành: mảnh, lúc non có lông nằm thưa.
- Lá: có phiến thon hẹp, dài từ 5 – 10 cm, rộng 1,6 - 3,5 cm, gốc nhọn, đầu có mũi nhọn, không lông dai. Cuống lá dài 6 - 8mm.
- Hoa: Cụm hoa ngoài nách lá, có 3 đến 4 hoa.
- Quả: dẹt thon, dài 2,5 cm, rộng 1,2 cm, màu nâu, vỏ dày 1mm, hạt 1.

## Phân bổ
Là loài đặc hữu của Việt Nam, mới chỉ tìm thấy tại các tỉnh Quảng Nam, Đà Nẵng (núi Bà Nà?)